# Madras (Oregon)
Madras (kiejtése: mædrəs, korábban Palmain majd The Basin) az Amerikai Egyesült Államok északnyugati részén, Oregon állam Jefferson megyéjében elhelyezkedő város, a megye székhelye. A 2020. évi népszámlálási adatok alapján 7456 lakosa van.
Nevét az indiai Madras (ma Csennai) városáról, vagy az azonos nevű ruhaneműről kapta.
A város a U.S. Route 26-on és 97-en közelíthető meg.

## Története
A települést 1902. július 18-án alapította John A. Palmehn skandináv bevándorló; a Palmain elnevezést a posta elutasította a Parmennel való hasonlóság miatt, így a Madras mellett döntöttek. Madras 1911-ben kapott városi rangot. A második világháborúban épült légitámaszpont helyén ma a Madrasi városi repülőtér működik.
Egy 2003-as incidensben 310 négyzetkilométernyi terület glifozát-ellenálló transzgénnel fertőződött meg. Mivel a szennyezést nem tudták maradéktalanul elhárítani, a mezőgazdasági minisztérium a felelős céget félmillió dollárra büntette.
A 2017. augusztus 21-i napfogyatkozás a településről látható volt. A térségben minden szállás foglalt volt; az eseményre százezer embert vártak.

## Népesség
A település népességének változása:

| 2010 | 6 046 |
| 2020 | 7 456 |

## Látnivalók
Az Erickson Aircraft Collection régi repülőgépek magángyűjteménye. A megyei kiállítást július végén tartják.

## Nevezetes személyek
- Boyd R. Overhulse, politikus és ügyvéd[13]
- Jacoby Ellsbury, baseballjátékos[14]
- River Phoenix, színész[15]

## Testvérváros
- Tómi, Japán[16]